# Carl Fredrik Sammeli
Carl Fredrik Sammeli, född 28 juli 1971 i Nederluleå, är en svensk företagsledare och PR-konsult. Sammeli är medgrundare i Prime, ett av Nordens ledande kommunikationsföretag.

## Utbildning och tidig karriär
Vid 17 års ålder blev Sammeli invald i styrelsen för Moderat Skolungdom. Vid 18 års ålder blev han, som är uppvuxen i Gammelstad, suppleant i skolstyrelsen i Luleå kommun och när han var 19 år suppleant i kommunstyrelsen i Umeå kommun. 
Efter studier på samhällsvetarlinjen vid Umeå universitet blev Sammeli pressekreterare till Moderata Ungdomsförbundets ordförande Ulf Kristersson. Sedan denne förlorat valet som ordförande mot Fredrik Reinfeldt ersattes Carl Fredrik Sammeli av Per Schlingmann. Det var startskottet till Sammelis karriär inom kommunikationsindustrin då han först började på Kreab som 21-åring, parallellt med deltidsstudier vid Uppsala universitet och Enheten för journalistik, medier och kommunikation (JMK) vid Institutionen för mediestudier vid Stockholms universitet.

## Karriär
Sammeli blev förbundssekreterare i Fria Moderata Studentförbundet, för att sedan arbeta som en av tre pressansvariga i Ja till Europa, den svenska ja-kampanjen inför folkomröstningen om medlemskap i EU.
Efter folkomröstningen gick han vidare till Rikta Kommunikation, där han som 23-åring blev konsult specialiserad på medierelationer och kriskommunikation. År 1998 blev Sammeli informationschef i Stenbecksfärens mediebolag MTG. Parallellt med detta grundade han företaget Prime tillsammans med Folke Hammarlind som då var informationschef i Electrolux-koncernen.
Sammeli är sedan 2014 del av Weber Shandwicks Leadership Team och arbetar internationellt med olika klienter. Han bor sedan 2012 i Sydafrika med sin familj och är gift med Marie Sammeli, entreprenör och grundare av företagen Appareo och Little Jalo.
2014 rankades Carl Fredrik Sammeli som Sveriges 85:e mäktigaste av magasinet Fokus på deras årliga lista över personer i Sverige med störst politisk makt.
2025 blev Carl Fredrik Sammeli utsedd till honorärkonsul i Kapstaden. Förordnandet från regeringen sträcker sig fram till den 28 februari 2029.